# Atlas III
Atlas III – amerykańska rakieta nośna serii Atlas, pierwsza nie wykorzystująca technologii 1,5-stopniowej od czasu rakiety Atlas A. Jako napęd pierwszego członu po raz pierwszy wykorzystała rosyjski silnik RD-180, drugim członem był zmodyfikowany człon Centaur, w wersji z jednym bądź dwoma silnikami RL-10.

## Starty
1. 24 maja 2000, 23:10 GMT; s/n AC-201; miejsce startu: Cape Canaveral Air Force Station (SLC-36B), USA
Ładunek: Eutelsat W4; Uwagi: start udany
2. 21 lutego 2002, 12:43 GMT; s/n AC-204; miejsce startu: Cape Canaveral Air Force Station (SLC-36B), USA
Ładunek: Echostar 7; Uwagi: start udany
3. 12 kwietnia 2003, 00:47 GMT; s/n AC-205; miejsce startu: Cape Canaveral Air Force Station (SLC-36B), USA
Ładunek: Asia-Sat 4; Uwagi: start udany
4. 18 grudnia 2003, 02:30 GMT; s/n AC-203; miejsce startu: Cape Canaveral Air Force Station (SLC-36B), USA
Ładunek: USA-174; Uwagi: start udany
5. 13 marca 2004, 05:40 GMT; s/n AC-202; miejsce startu: Cape Canaveral Air Force Station (SLC-36B), USA
Ładunek: MBSAT-1; Uwagi: start udany
6. 3 lutego 2005, 07:41 GMT; s/n AC-206; miejsce startu: Cape Canaveral Air Force Station (SLC-36B), USA
Ładunek: USA-181 (NROL-23); Uwagi: start udany

## GX
Konsorcjum Galaxy Express Corporation (zawiązane pomiędzy JAXA, Lockheed Martin (później United Launch Alliance), IHI Corporation i kilkoma japońskimi firmami) planowało stworzenie rakiety o nazwie GX. Początkowo miała ona wykorzystywać pierwszy człon Atlasa III (zrezygnowano z niego na rzecz członu Common Core Booster z rakiety Atlas V). Projekt porzucono w 2009.

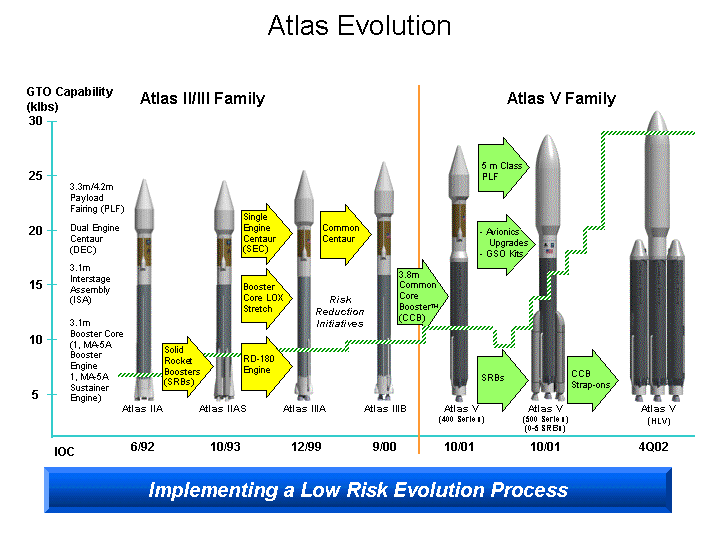
Ewolucja rakiet Atlas